# Thành phố trực thuộc trung ương (Việt Nam)

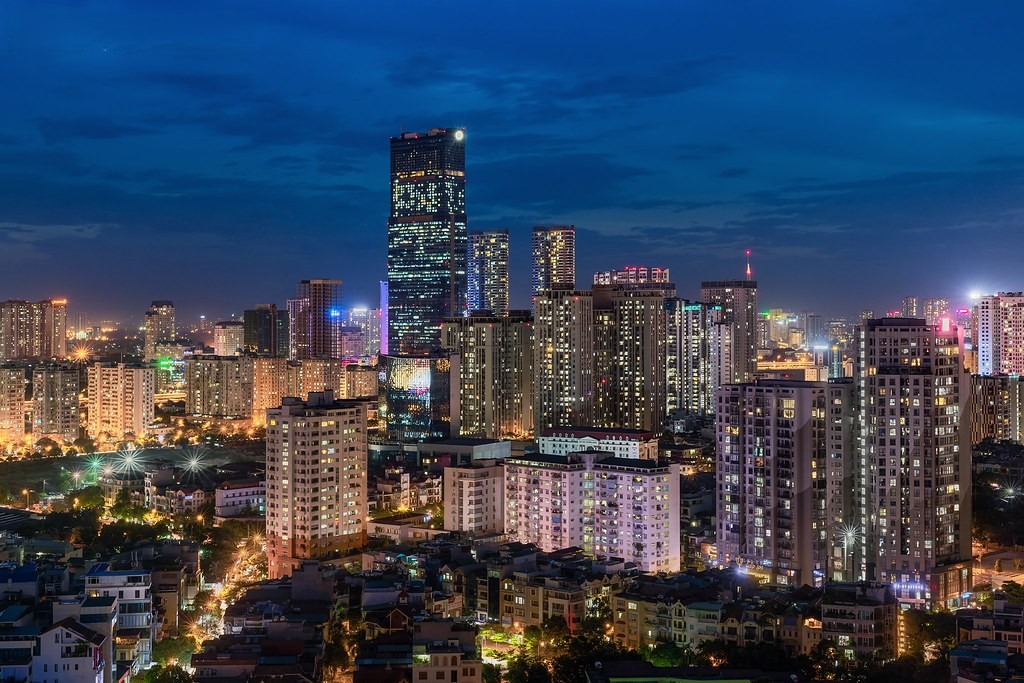
Thành phố Hà Nội

Vị trí địa lý các thành phố trực thuộc trung ương

Thành phố trực thuộc trung ương là loại hình đơn vị hành chính cấp tỉnh ở Việt Nam. Đây là các thành phố nằm dưới sự quản lý của trung ương. Khác với các thành phố thuộc tỉnh và thành phố thuộc thành phố trực thuộc trung ương chỉ tương đương cấp huyện thì Thành phố trực thuộc trung ương tương đương cấp tỉnh.
Thành phố trực thuộc trung ương là các đô thị loại đặc biệt hoặc đô thị loại I, và được xác định là các đô thị trung tâm cấp quốc gia. Đây là các thành phố lớn, có nền kinh tế phát triển, là khu vực quan trọng về quân sự, chính trị, văn hóa, kinh tế, xã hội là động lực phát triển cho cả quốc gia chứ không còn nằm bó hẹp trong một tỉnh, hay một vùng (liên tỉnh) nữa. Các thành phố này có cơ sở hạ tầng và khoa học công nghệ phát triển, có nhiều cơ sở giáo dục bậc cao, dân cư đông, thuận lợi về giao thông vận tải.
Dưới thành phố trực thuộc trung ương có các đơn vị hành chính cấp huyện gồm huyện tại vùng nông thôn và quận, thị xã, thành phố thuộc thành phố trực thuộc trung ương tại vùng đô thị.

## Tiêu chuẩn

### Cấp hành chính
- Trong Hiến pháp 2013, Chương IX: Chính quyền địa phương[1], Khoản 1 Điều 110 có viết:

1. Các đơn vị hành chính của nước Cộng hòa xã hội chủ nghĩa Việt Nam được phân định như sau:
Nước chia thành tỉnh, thành phố trực thuộc trung ương;
Tỉnh thành chia thành: huyện, thị xã và thành phố thuộc tỉnh; thành phố trực thuộc trung ương chia thành quận, huyện, thị xã và đơn vị hành chính tương đương;
Huyện chia thành xã, thị trấn; thị xã và thành phố trực thuộc tỉnh, thành phố chia thành phường và xã; quận chia thành phường.
Đơn vị hành chính - kinh tế đặc biệt do Quốc hội thành lập.

- Trong Luật Tổ chức chính quyền địa phương 2015[2] (sửa đổi, bổ sung 2019[3]), quy định tại Điều 2: Đơn vị hành chính, Chương I: Những quy định chung:

Các đơn vị hành chính của nước Cộng hòa xã hội chủ nghĩa Việt Nam gồm có:
1. Tỉnh, thành phố trực thuộc trung ương (sau đây gọi chung là cấp tỉnh);
2. Huyện, quận, thị xã, thành phố thuộc tỉnh, thành phố thuộc thành phố trực thuộc trung ương (sau đây gọi chung là cấp huyện);
3. Xã, phường, thị trấn (sau đây gọi chung là cấp xã);
4. Đơn vị hành chính - kinh tế đặc biệt.

- Trong Hiến pháp 2013 (sửa đổi, bổ sung năm 2025), Khoản 1 và khoản 2, Điều 110 có viết:

1. Các đơn vị hành chính của nước Cộng hòa xã hội chủ nghĩa Việt Nam được tổ chức thành hai cấp, gồm tỉnh, thành phố trực thuộc trung ương và các đơn vị hành chính dưới tỉnh, thành phố trực thuộc trung ương do luật định.

2. Đơn vị hành chính - kinh tế đặc biệt do Quốc hội thành lập.
Như vậy, thành phố trực thuộc trung ương nằm ở cấp hành chính thứ nhất trong 2 cấp hành chính (cấp tỉnh, cấp xã / cấp đặc khu) của nước Việt Nam.

### Tiêu chuẩn của đơn vị hành chính
Cở sở pháp lý:
- Nghị quyết số 1211/2016/UBTVQH13 ngày 25 tháng 5 năm 2016 của Ủy ban Thường vụ Quốc hội về tiêu chuẩn của đơn vị hành chính và phân loại đơn vị hành chính (Nghị quyết số 1211/2016/UBTVQH13);
- Nghị quyết số 27/2022/UBTVQH15 ngày 21 tháng 9 năm 2022 của Ủy ban Thường vụ Quốc hội sửa đổi, bổ sung một số điều của Nghị quyết số 1211/2016/UBTVQH13 ngày 25 tháng 5 năm 2016 của Ủy ban Thường vụ Quốc hội về tiêu chuẩn của đơn vị hành chính và phân loại đơn vị hành chính (Nghị quyết số 27/2022/UBTVQH15).[5]

Theo đó, tiêu chuẩn của thành phố trực thuộc Trung ương được quy định tại Điều 4 như sau:

Điều 4. Tiêu chuẩn của thành phố trực thuộc trung ương
1. Quy mô dân số từ 1.000.000 người trở lên.
2. Diện tích tự nhiên từ 2.300 km² trở lên.
3. Đơn vị hành chính trực thuộc:
a) Số đơn vị hành chính cấp huyện trực thuộc có từ 09 đơn vị trở lên;
b) Tỷ lệ số quận, thị xã, thành phố trực thuộc trên tổng số đơn vị hành chính cấp huyện từ 60% trở lên, trong đó có ít nhất là 02 quận.
4. Đã được công nhận là đô thị loại đặc biệt hoặc loại I; hoặc khu vực dự kiến thành lập thành phố trực thuộc trung ương đã được phân loại đạt tiêu chí của đô thị loại đặc biệt hoặc loại I.
5. Cơ cấu và trình phát triển kinh tế - xã hội đạt quy định tại Phụ lục 1 ban hành kèm theo Nghị quyết này.

## Danh sách thành phố trực thuộc trung ương
Từ năm 2025, Việt Nam có 6 thành phố trực thuộc trung ương, gồm 6 thành phố được liệt kê dưới đây.
| Tên                   | Vùng                    | Thành lập | Diện tích (km²) | Dân số (người) | Mật độ (người/km²) | Hành chính | Hành chính | Hành chính | Loại đô thị | Biểu trưng | Hình ảnh |
| Tên                   | Vùng                    | Thành lập | Diện tích (km²) | Dân số (người) | Mật độ (người/km²) | Phường     | Xã         | Đặc khu    | Loại đô thị | Biểu trưng | Hình ảnh |
| --------------------- | ----------------------- | --------- | --------------- | -------------- | ------------------ | ---------- | ---------- | ---------- | ----------- | ---------- | -------- |
| Hà Nội                | Đồng bằng sông Hồng     | 1976      | 3.359,82        | 8.807.523      | 2.621              | 51         | 75         | 0          | Đặc biệt    |            |          |
| Thành phố Hồ Chí Minh | Đông Nam Bộ             | 1976      | 6.772,59        | 14.002.598     | 2.067              | 113        | 54         | 1          | Đặc biệt    |            |          |
| Hải Phòng             | Đồng bằng sông Hồng     | 1976      | 3.194,72        | 4.664.124      | 1.459              | 45         | 67         | 2          | I           |            |          |
| Đà Nẵng               | Nam Trung Bộ            | 1997      | 11.859,59       | 3.065.628      | 258                | 23         | 70         | 1          | I           |            |          |
| Cần Thơ               | Đồng bằng sông Cửu Long | 2004      | 6.360,83        | 4.199.824      | 660                | 31         | 72         | 0          | I           |            |          |
| Huế                   | Bắc Trung Bộ            | 2025      | 4.947,11        | 1.432.986      | 289                | 21         | 19         | 0          | I           |            |          |

## Tỉnh được quy hoạch trở thành thành phố trực thuộc trung ương
Ngày 22 tháng 8 năm 2024, Thủ tướng Chính phủ Việt Nam ban hành Quyết định số 891/QĐ-TTg phê duyệt Quy hoạch hệ thống đô thị và nông thôn thời kỳ 2021–2030, tầm nhìn đến năm 2050. Theo đó, có 4 tỉnh (sau sáp nhập) được định hướng trở thành thành phố trực thuộc trung ương gồm:
| STT | Tỉnh       | Định hướng năm 2030 | Dự kiến thành lập |
| --- | ---------- | ------------------- | ----------------- |
| 1   | Khánh Hòa  | Đạt                 | 2030              |
| 2   | Bắc Ninh   | Đạt                 | 2030              |
| 3   | Quảng Ninh | Đạt                 | 2030              |
| 4   | Ninh Bình  | Cơ bản đạt          | 2035              |

## Danh sách thành phố trực thuộc trung ương không còn tồn tại
| STT | Tên thành phố | Năm thành lập | Năm giải thể | Lý do giải thể             |
| --- | ------------- | ------------- | ------------ | -------------------------- |
| 1   | Nam Định      | 1945          | 1957         | Sáp nhập vào tỉnh Nam Định |